# Gripsholms hjorthage
Gripsholms hjorthage, eller vanligen Hjorthagen, är ett cirka 60 hektar stort inhägnat område i närheten av Gripsholms slott i sydvästra utkanten av Mariefred i Södermanland. I Hjorthagen strövar ett hundratal dovhjortar. 
Huvuddelen av området, cirka 50 hektar, är sedan 2001 naturreservat. Hjortstammen har sitt ursprung från Kungliga Djurgården i Stockholm.
Området, som ingår i Gripsholms slottsområde och disponeras av kungen, tillhörde sedan 1600-talet Gripsholms Kungsladugård. Kung Karl XV lät anlägga området på 1860-talet, som en promenadpark och djurgård. Från omkring år 1890 har området varit ett hjorthägn.
Hjorthagen är Sveriges enda kvarvarande hjorthägn inom ett kungligt slottsområde. Hjorthagen är kuperad och används som strövområde. Miljön präglas av ekhagar med flerhundraåriga träd, vilka gynnar livsmiljön för flera sällsynta växter och insekter, bland andra den rödlistade läderbaggen (Osmoderma eremita). I området finns en fornborg från folkvandringstiden.
Hjorthagen har givit namn åt en hållplats vid museijärnvägen (Östra Södermanlands Järnväg) mellan Mariefred och Läggesta.

## Bildgalleri

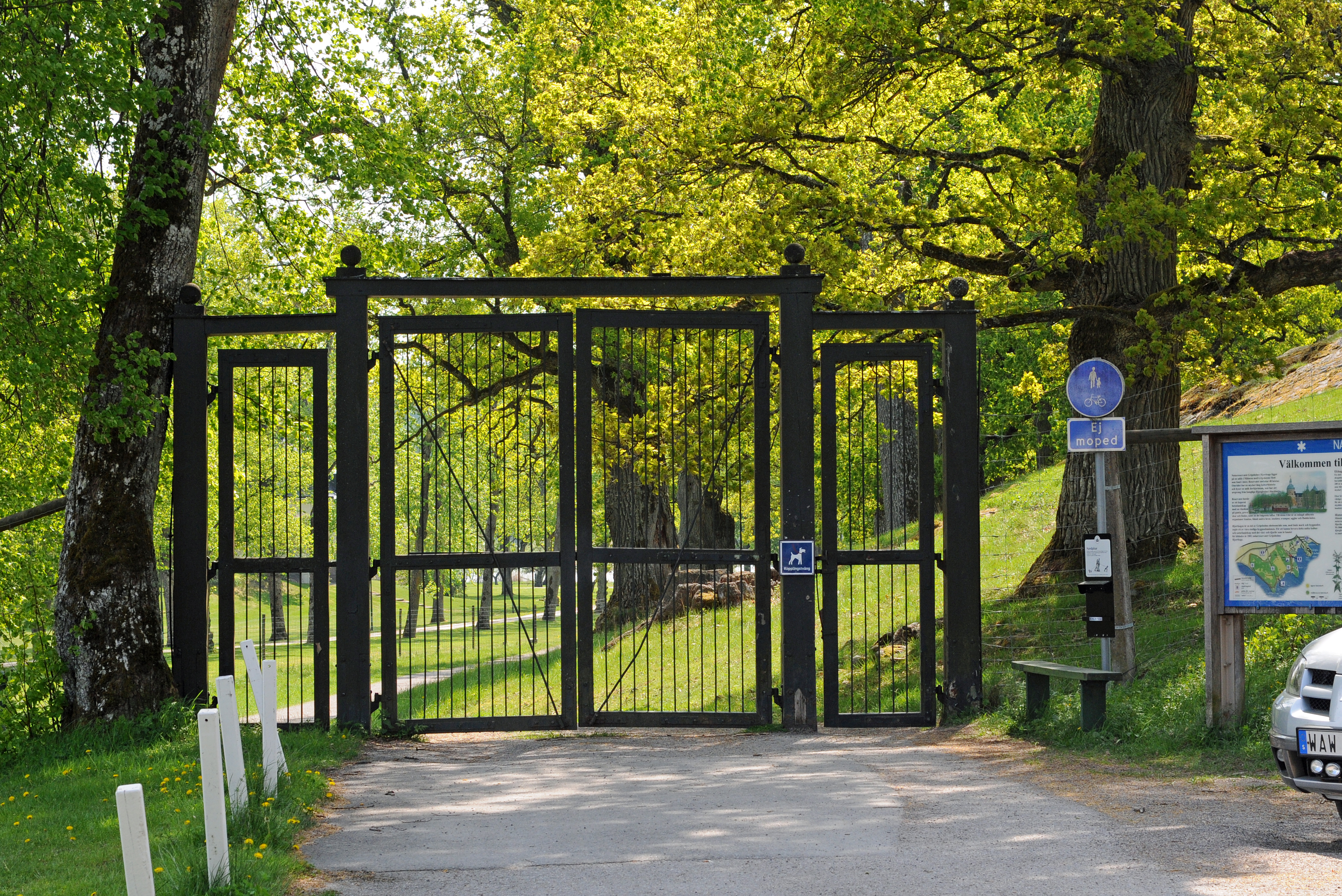
Entrégrind.
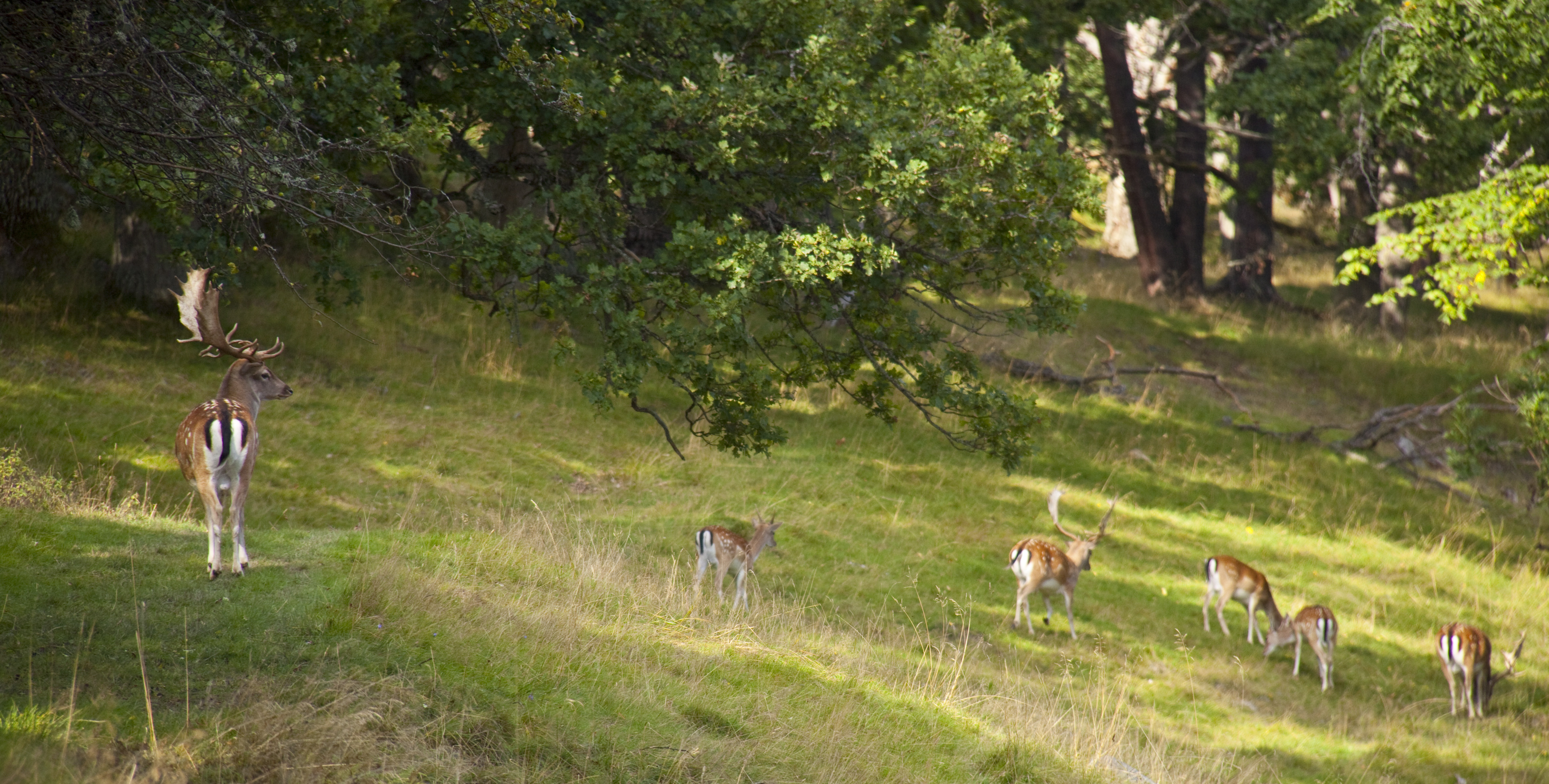
Hjortar.
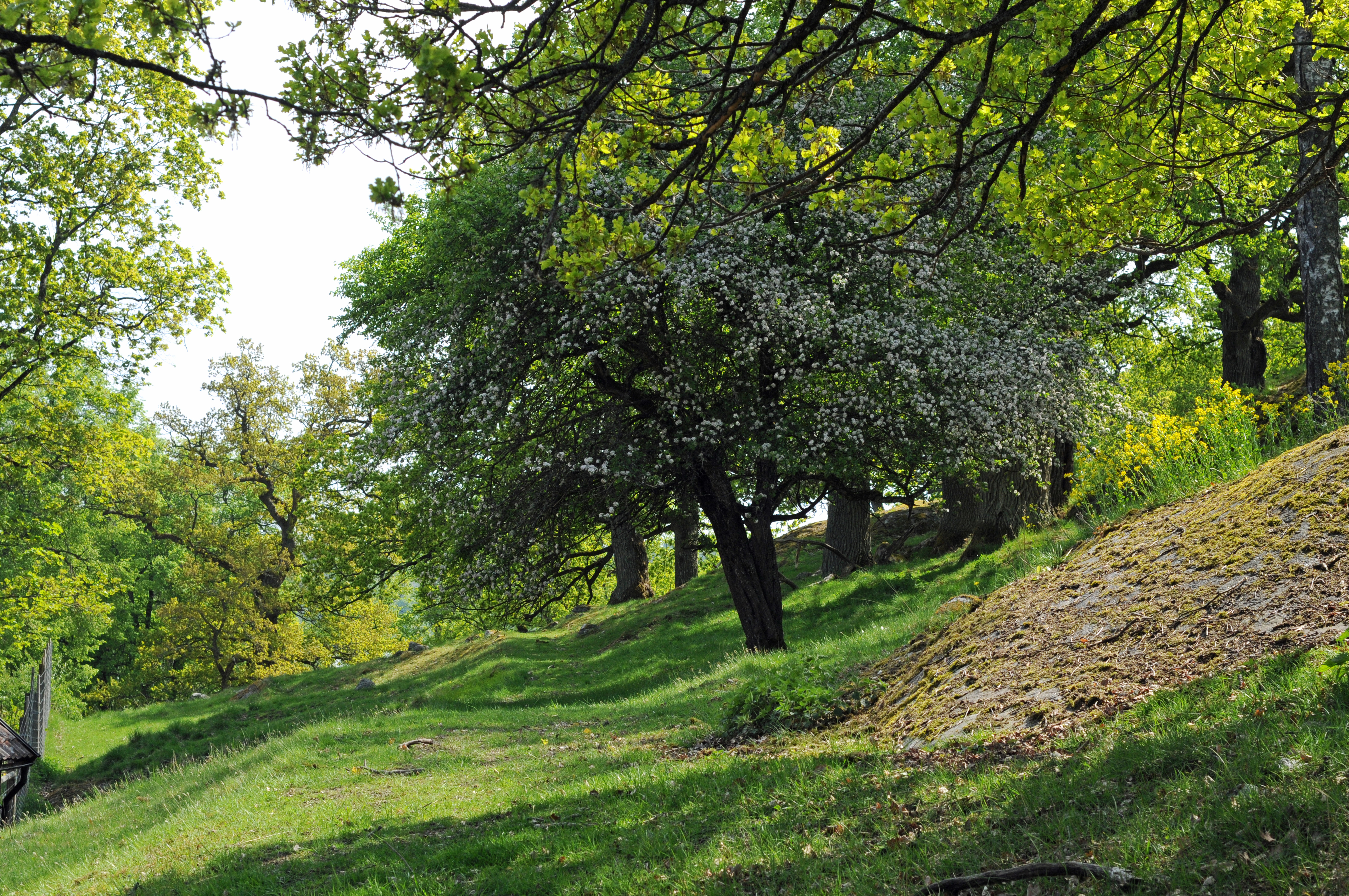
Hjorthagens natur.
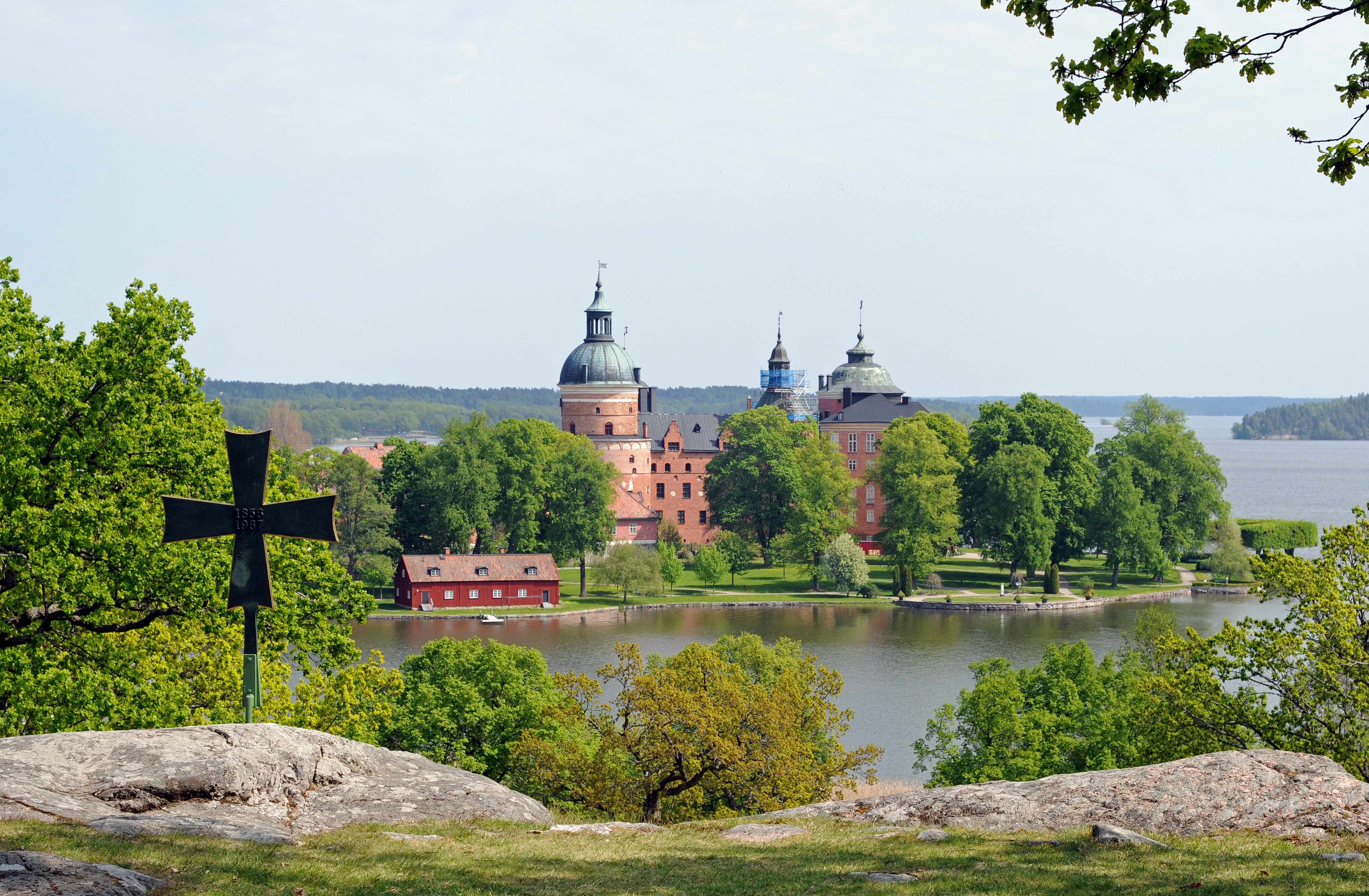
Gripsholms slott sett från Hjorthagen.